# Charlotte Speedway
Der Charlotte Speedway war eine NASCAR-Rennstrecke. Auf ihr fand am 19. Juni 1949 das erste Rennen in der Strictly Stock Series, dem heutigen Monster Energie Cup, statt. Die Rennstrecke befand sich wenige Meilen östlich der vorgesehenen Stelle der NASCAR Hall of Fame.
Der Charlotte Speedway selbst war ein dreiviertel Meilen langes Oval auf losem Untergrund, ein sogenannter Dirt-Track. Das erste Rennen ging über eine Distanz von 150 Meilen. Im Verlauf variierte die Renndistanz und es wurden Rennen über 100, 133 und 150 Meilen gefahren.

## NASCAR-Geschichte

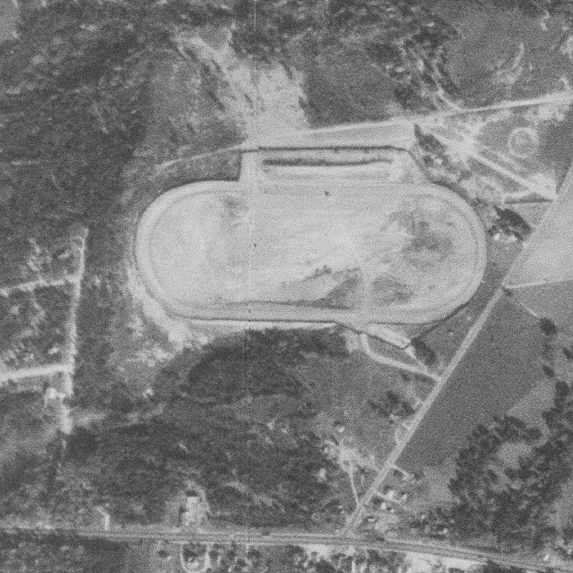
Luftbild des Charlotte Speedways aus dem Jahr 1950

Zwischen 1949 und 1956 fanden insgesamt zwölf NASCAR-Rennen auf dem Speedway statt. Erfolgreichster Fahrer war Buck Baker mit drei Siegen. Je zwei Siegen erreichten Curtis Turner und Herb Thomas. Jeweils einen Sieg konnten Jim Roper, Tim Flock, Dick Passwater, Fonty Flock und Speedy Thompson erzielen.
Nach der Schließung der Strecke wegen des Wegfalls der Parkplätze aufgrund des Baus der Interstate 85 wurden die Veranstaltungen ab 1959 auf den neuen Charlotte Motor Speedway verlegt.

### 1949
Bob Flock sicherte sich die Pole-Position. Glenn Dunnaway war der eigentliche Sieger des Rennens, aber bei einer Inspektion seines Rennwagens nach dem Rennen wurden illegale Federn entdeckt, so dass NASCAR ihn disqualifizierte. Anschließend wurde Jim Roper zum offiziellen Sieger des Rennens erklärt. Unter den Top 10 waren weitere bekannte Fahrer wie Fonty Flock, Red Byron, Tim Flock und Curtis Turner. Ebenfalls bekannt, aber außerhalb der Top 10 kamen Buck Baker, Jack Smith, Lee Petty, Herb Thomas und Bob Flock ins Ziel. Mit Sara Christian nahm zum ersten Mal eine Frau an einem NASCAR-Rennen teil, das sie als 14. beendete.

## Sonstiges
Bereits 1924 hatte es einen Charlotte Speedway gegeben. Dieser war ein Ein-Meilen-Ovalkurs mit einer Holzrennbahn. Diese Bahn wurde allerdings schon 1927 aus Sicherheitsgründen abgebaut.